# Gare de Cooksville
La gare de Cooksville est une gare ferroviaire située sur Hurontario Street à Mississauga en Ontario. Elle est desservie par des trains de banlieue de la ligne Milton de GO Transit. Les travaux sont en cours pour construire un arrêt d'une ligne de train léger sur la rue Hurontario, dont l'ouverture est prévue en 2024.

## Situation ferroviaire
La gare de Cooksville est située à la borne 15,4 milles (24,8 km) de la subdivision Galt du Canadien Pacifique (CP), entre les gares de Dixie et d'Erindale. En direction est, les voies traversent le ruisseau Cooksville avant de s'approcher à la gare de Dixie.

## Histoire
La gare est mise en service le 25 octobre 1981, lorsque la ligne Milton est devenu la quatrième ligne du réseau de trains de banlieue de GO Transit, après les lignes Lakeshore, Georgetown (maintenant Kitchener) et Richmond Hill.
La ligne Milton a été mise en service avec trois allers-retours du lundi au vendredi. Le service s'est avéré suffisamment populaire pour que, le 9 juillet 1989, GO ait ajouté deux autres trajets en semaine.
Le 29 octobre 1990, un certain nombre de trajets allers-retours de mi-journée sont ajoutés sur la ligne. La ligne Milton est devenue la première ligne autre que Lakeshore à offrir un service de train en dehors des heures de pointe. L'objectif était de désengorger la ligne Lakeshore, particulièrement à Mississauga. La plupart des services de mi-journée consistaient en une seule rame reliant entre les gares Union et Erindale (avec des bus correspondants entre Erindale et Milton), le premier trajet en provenance d'Union vers 8h30 et le dernier trajet en provenance d'Erindale juste avant le début de l'heure de pointe d'après-midi.
Le 8 janvier 1996, les coupes budgétaires ont forcé le remplacement de trains de mi-journée par des « trains-bus » circulant toute la journée, desservant toutes les gares de la ligne sauf Kipling.
Alors que la croissance des banlieues se poursuivait vers le nord et l'ouest, GO Transit a continué à ajouter des trajets de trains. Un sixième train de la ligne a été ajouté en 2002, suivi d'un septième train en juin 2009, et d'un huitième en juin 2012. En janvier 2015, un neuvième train est ajouté sur la ligne, suivi d'un dixième train en septembre 2016. En 2020, Metrolinx a publié un plan stratégique qui prévoyait l'expansion du service à toutes les 15 minutes ou mieux aux heures de pointe entre Meadowvale et Union (avec un service en contre-pointe toutes les 30 minutes) et un service toutes les demi-heures hors pointe vers Meadowvale, avec des bus correspondants vers Milton.
Alors que l'agence provinciale aimerait offrir à nouveau un service de mi-journée bidirectionnel sur la ligne, améliorer le service vers Mississauga et possiblement augmenter le service de métro, les négociations avec le CP se sont avérées frustrantes. Contrairement au CN, la subdivision Galt du CP entre Mississauga et Toronto est sa seule ligne principale entre Toronto, London et Windsor. Il n'existe aucune voie de contournement vers laquelle le trafic de marchandises du CP peut se détourner. GO Transit a dû dépenser des sommes considérables pour ajouter des voies afin d'obtenir le service dont il dispose actuellement, et bonifier le service à toute la journée serait coûteux pour l'agence provinciale.
En octobre 2014, Metrolinx a entamé les réfections de quai et de tunnel piétonnier de la gare. En 2018, l'édicule de la gare initial et une partie de stationnement incitatif ont été démolis afin de construire un nouvel édicule. Le nouvel édicule est équipé d'un garage de stationnement à plusieurs niveaux, avec l'accès piéton bonifié et une éventuelle connexion à la ligne de train léger. Les travaux ont été achevés le 10 novembre 2020, au coût de 128,4 millions de dollars.
En octobre 2019, Metrolinx et Infrastrcture Ontario ont octroyé un contrat de 4,6 milliards de dollars à Mobilinx pour la réalisation du projet de la ligne de train léger Hurontario. Mobilinx se chargera de concevoir, de construire, de financer, d'exploiter et d'entretenir la nouvelle ligne pour une période de 30 ans. En mai 2020, les équipes du projet ont enlevé les voies du milieu le long de la rue Hurontario, entre la rue Dundas et le boulevard Matheson, afin de permettre la construction de la ligne. L'ouverture de la ligne est prévue pour l'automne 2024.

## Service des voyageurs

### Accueil
La billetterie de GO Transit est ouverte en semaine de 5 h 40 à 9 h 15, fermée les fins de semaine et jours fériés. L'ambassadeur de la gare GO peut aider les clients à configurer un type de tarif ou à définir un trajet par défaut sur la carte Presto. Les clients disposent également d'options en libre-service, notamment l'achat d'un billet papier dans un distributeur automatique de billets, le chargement d'une carte Presto dans un distributeur automatique de billets compatible avec Presto, l'achat d'un billet électronique avec leur téléphone intelligent et le paiement au valideur avec une carte de crédit sans contact ou une carte Presto.
La gare est équipée d'une salle d'attente, de Wi-Fi, d'un téléphone payant, d'un garage de stationnement, et d'une boucle d'autobus. Le stationnement incitatif est équipé des places de stationnement réservées, d'une aire de covoiturage, d'un débarcadère, et d'une station d'autopartage Zipcar. La boucle de bus à 8 quais dessert les autobus de MiWay et de GO Transit.
L'ensemble de la gare est accessible aux fauteuils roulants.

### Desserte
La gare dessert les trains de la ligne Milton aux heures de pointe. 8 trains en direction d'Union s'arrêtent à la gare les matins de semaine, et 8 trains en direction de Milton s'arrêtent les soirs de semaine. Aucun train ne dessert la gare hors pointe et en fin de semaine. GO Transit exploite les navettes hors pointe entre la gare de Port Credit, la gare de Cooksville, le centre commercial Square One et la gare d'Erindale hors pointe, en fonction des horaires du train Lakeshore West.

### Intermodalité

#### MiWay
La gare de Cooksville est desservie par les lignes locales et express de MiWay suivantes :
| Route | Route               | Destination | Arrêt                 | Renseignements supplémentaires                                                                |
| ----- | ------------------- | --- | --------------------- | --------------------------------------------------------------------------------------------- |
| 2     | Hurontario          | - Direction nord vers le centre commercial Square One - Direction sud vers la gare de Port Credit via l'hôpital de Mississauga                         | Sur la rue Hurontario |                                                                                               |
| 4     | Sherway Gardens     | - Direction est vers le centre commercial Sherway Gardens via l'hôpital de Mississauga, le centre commercial de Dixie, et le centre de santé Queensway | Quai n° 7             |                                                                                               |
| 28    | Confederation       | - Direction nord vers le centre commercial Square One - Direction sud vers l'hôpital de Mississauga                                                    | Quai n° 4             | Service de pointe à la boucle de bus, service hors pointe à l'arrêt sur Confederation Parkway |
| 38    | Creditview          | - Direction nord vers le centre commercial Meadowvale via les gares de Lisgar, Meadowvale et d'Erindale                                                | Quai n° 6             | Service de semaine                                                                            |
| 38A   | Creditview—Argentia | - Direction nord vers le centre commercial Meadowvale via les gares de Lisgar, Meadowvale et d'Erindale                                                | Quai n° 6             | Service de fin de semaine                                                                     |
| 53    | Kennedy             | - Direction nord vers le stationnement incitatif Hurontario de l'autoroute 407                                                                         | Quai n° 5             | Service de semaine                                                                            |
| 103   | Hurontario Express  | - Direction nord vers le terminus Brampton Gateway - Direction sud vers l'hôpital de Mississauga                                                       | Sur la rue Hurontario | Service express, 7 jours sur 7                                                                |

#### GO Transit
La ligne 21 de GO Transit dessert la gare de Port Credit, la gare de Cooksville, le centre commercial Square One et la gare d'Erindale hors pointe, en fonction des horaires du train Lakeshore West.